# لیندزی، سافک
لیندزی (به انگلیسی: Lindsey) یک روستا و محله مدنی در بریتانیا است که در Babergh واقع شده‌است. لیندزی ۲۰۸ نفر جمعیت دارد.